# Кресе
Кресе (фр. Cressé) насеље је и општина у западној Француској у региону Поату-Шарант, у департману Приморски Шарант која припада префектури Сен Жан д'Анжели.
По подацима из 2011. године у општини је живело 225 становника, а густина насељености је износила 20,53 становника/km². Општина се простире на површини од 10,96 km². Налази се на средњој надморској висини од 65 метара (максималној 105 m, а минималној 62 m).

## Демографија
| 1962. | 1968. | 1975. | 1982. | 1990. | 1999. | 2011. |
| ----- | ----- | ----- | ----- | ----- | ----- | ----- |
| 376   | 404   | 364   | 307   | 266   | 254   | 225   |

График промене броја становника у току последњих година